# 黄斑曲腹蛛
黄斑曲腹蛛（学名：Cyrtarachne gilvus）为园蛛科曲腹蛛属的动物。在中国大陆，分布于广西等地，常见于茶园。该物种的模式产地在广西。